# Paraeuniphysa falciseta
Paraeuniphysa falciseta är en ringmaskart som beskrevs av Shen och Wu 1991. Paraeuniphysa falciseta ingår i släktet Paraeuniphysa och familjen Eunicidae. Inga underarter finns listade i Catalogue of Life.